# Tanyptera stackelbergiana
Tanyptera stackelbergiana är en tvåvingeart som beskrevs av Evgenyi Nikolayevich Savchenko 1973. Tanyptera stackelbergiana ingår i släktet Tanyptera och familjen storharkrankar. Inga underarter finns listade i Catalogue of Life.